# Frickius costulatus
Frickius costulatus är en skalbaggsart som beskrevs av Germain 1897. Frickius costulatus ingår i släktet Frickius och familjen Bolboceratidae. Inga underarter finns listade i Catalogue of Life.